# Watch My Dance
A Watch My Dance (magyarul: Figyeld a táncomat!) egy dal, mely Görögországot képviselte a 2011-es Eurovíziós Dalfesztiválon. A dalt a görög Lúkasz Jórkasz és Stereo Mike adták elő angol és görög kevert nyelven.
A dal a 2011. március 2-án rendezett görög nemzeti döntőn nyerte el az indulás jogát. A döntőben egy szakmai zsűri pontjai, és a nézők telefonos szavazatainak összesítése után végzett az élen a hatfős mezőnyben.
Az Eurovíziós Dalfesztiválon a dalt először a május 10-én rendezett első elődöntőben adták elő, a fellépési sorrendben tizenkilencedikként, utolsóként, az azeri Ell és Nikki Running Scared című dala után. Az elődöntőben 133 ponttal az első helyen végzett, így továbbjutott a május 14-i döntőbe.
A május 14-i döntőben a fellépési sorrendben kilencedikként adták elő, az észt Getter Jaani Rockefeller Street című dala után és az orosz Alexej Vorobjov Get You című dala előtt. A szavazás során 120 pontot szerzett, egy országtól, Ciprustól begyűjtve a maximális 12 pontot. Ez a hetedik helyet jelentette a huszonöt fős mezőnyben, így Görögországnak 2004 óta sorozatban nyolcadik alkalommal sikerült az első tíz között végeznie.